# Ганноверське королівство

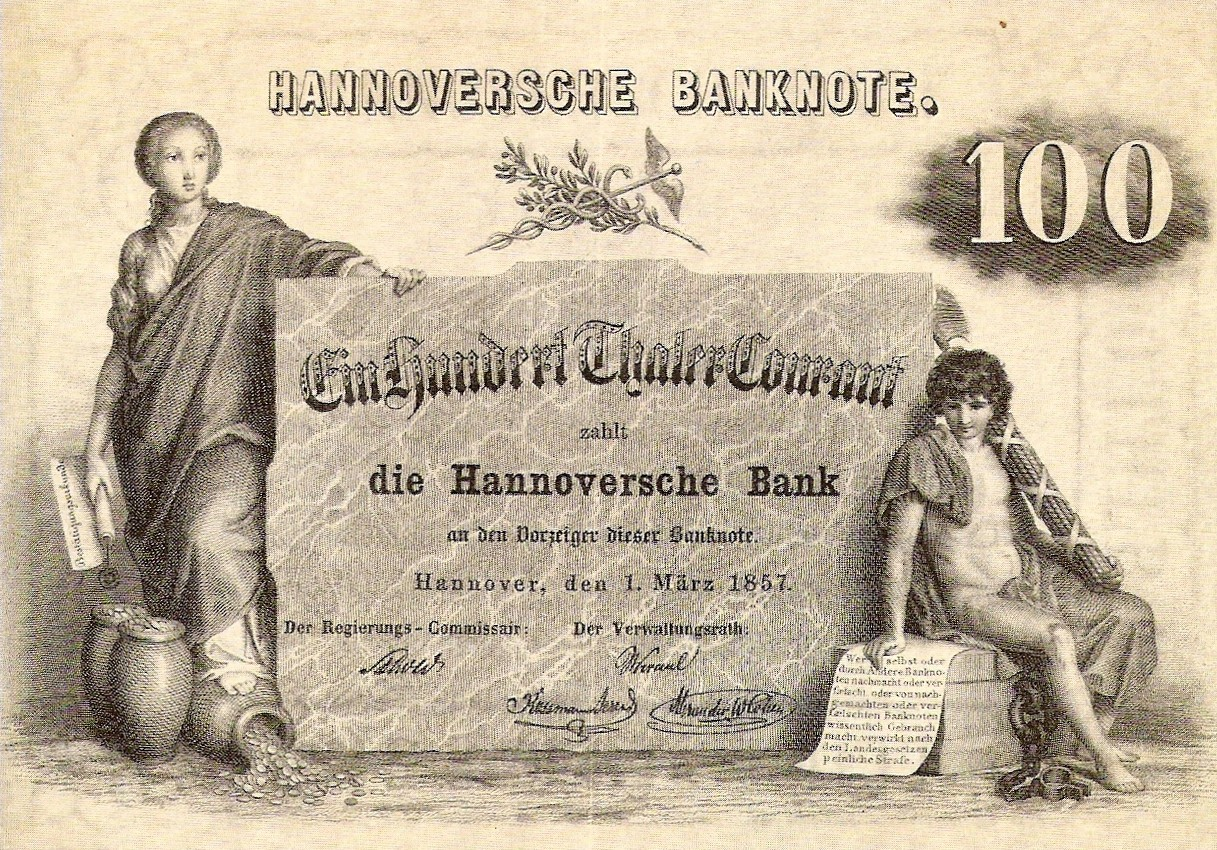
Банкнота в 100 талерів 1857 року

Ганно́верське королівство (нім. Königreich Hannover) — держава, що займала більшу частину сучасної північно-західної Німеччини з 1814 до 1866 року зі столицею в місті Ганновер. Його було утворено після Віденського конгресу й ліквідації наполеонівського Вестфальського королівства.

## Передісторія. Унія з Британією
У Ганновері панували Вельфи, які до скинення Генріха Лева (1180) вже керували старим Саксонським герцогством. Володіння Вельфів у 1235 році стали Брауншвейг-Люнебурзьким герцогством. Засновником Ганноверської династії став Вільгельм (пом. 1592). Ганноверська держава виникла у 1692 році в результаті об'єднання володінь кількох гілок Люнебурзької лінії Вельфів (за винятком роду Брауншвейг-Вольфенбюттель). З 1708 року правитель Ганновера став курфюрстом Священної Римської імперії, офіційною назвою держави була «князівство-курфюрство Брауншвейг-Люнебург», проте неформально йменувалось «Курфюрство Ганновер» або просто «Кур-Ганновер».
У 1714 році відбулась вирішальна для країни подія — курфюрст Ганновера і герцог Брауншвейг-Люнебурзький Георг I за Актом про влаштування став королем Великої Британії, однієї з наймогутніших держав Європи. Особиста унія між державами тривала понад століття, це сприяло як культурно-економічному розвитку князівства, так і реалізації талантів ганноверців (таких, як Георг Гендель та Фрідріх Гершель) у Британії й на міжнародному рівні. Враховуючи інтереси Ганновера, британські королі часто втручались до європейських коаліцій та війн (іноді всупереч волі парламенту).

## Створення королівства
У ході Наполеонівських війн Франція окупувала територію Ганновера. У 1803 році Ганновер здався французам за Артленбурзькою конвенцією й був окупований. Жан Батист Бернадот, майбутній король Швеції та Норвегії, з 14 травня 1804 упродовж кількох місяців був тут губернатором. Потім Ганновер був окупований Пруссією, а потім включений до створеного для брата Наполеона Жерома Бонапарта Вестфальського королівства (1807). Армія князівства була розформована, більша частина офіцерів і солдат пішла до Англії, де під назвою «King's German Legion» було створено легіон, який відіграв вирішальну роль у битві під Ватерлоо.
У 1814 році Віденський конгрес ліквідував курфюрства (оскільки Священна Римська імперія в ході наполеонівських війн припинила своє існування) й підняв статус Ганновера до королівства, назва «Ганновер» при цьому стала офіційною: його територія в результаті обміну земель з Пруссією збільшилась, включаючи Гільдесгайм, частину єпископства Мюнстер і східну Фризію. Ганноверське королівство увійшло до складу Німецького союзу.

## Історія

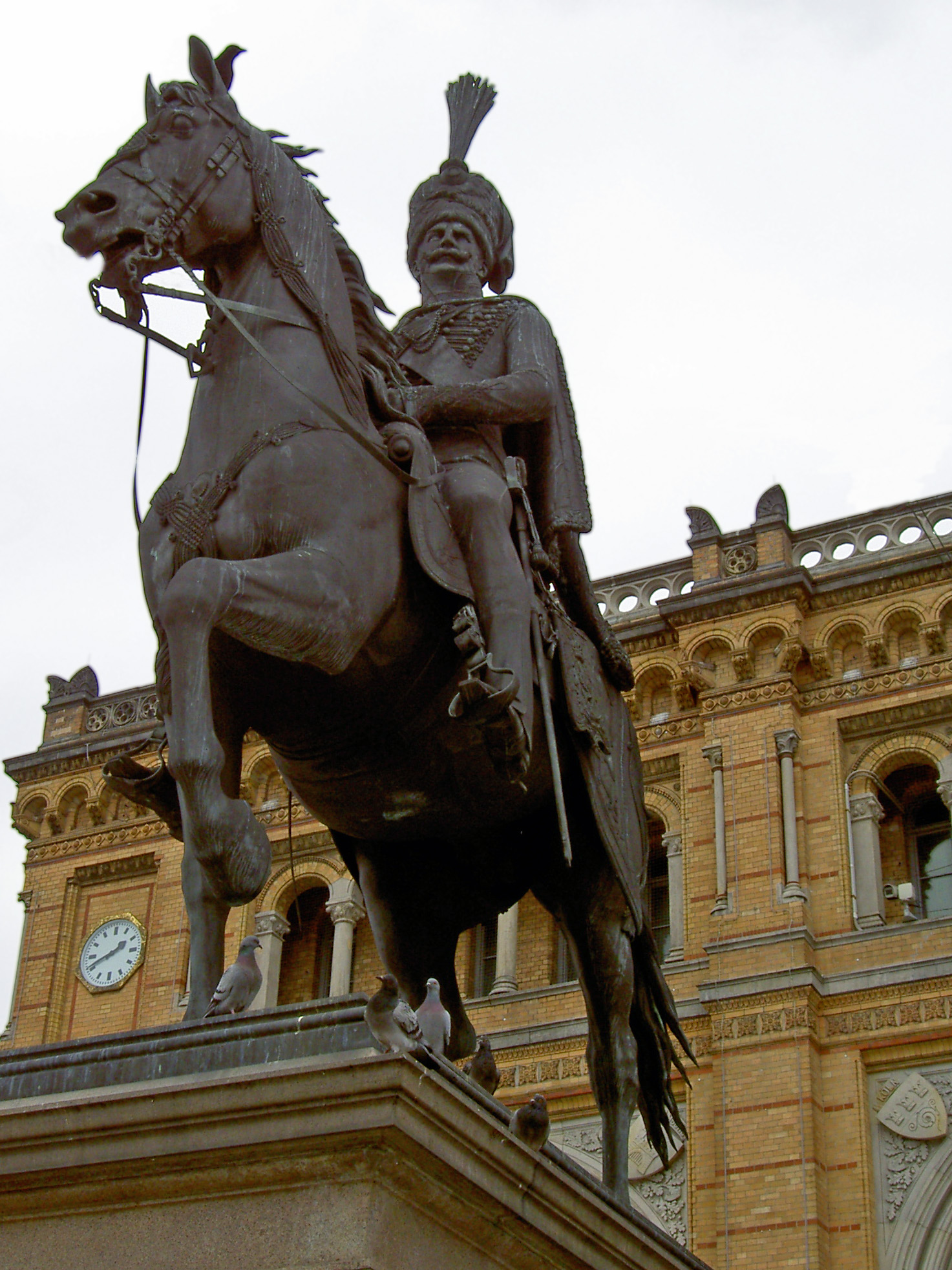
Пам'ятник Ернсту Августу I роботи Карла Вольфа перед вокзалом у Ганновері

Першим королем Ганновера став монарх Великої Британії, який так і не дізнався про це, Георг III, який до цього часу вже був безнадійно психічно хворим, сліпим й перебував під опікою принца-регента, який у 1820 році став королем Великої Британії та Ганновера як Георг IV. Після його смерті у 1830 році останнім правителем доби унії став молодший брат Георга Вільгельм IV. Всі троє монархів жили у Великій Британії й у Ганновері ніколи не бували. Фактично весь цей період (1816—1837) Ганноверським королівством керував генерал-штатгальтер (з 1831 року віцекороль) Адольф Фредерік, герцог Кембриджський, молодший син Георга III і брат Георга IV й Вільгельма IV.
Смерть Вільгельма IV у 1837 році означала розірвання особистої британсько-ганноверської унії, оскільки за британськими законами йому спадкувала племінниця Вікторія, а за німецьким (Салічний закон) — наступний брат, герцог Камберлендський Ернст Август I. Він став першим монархом, який постійно проживав у Ганновері за 123 роки і отримав за це любов підданих. Однак у червні 1837 року, без усяких законних підстав, знайшовши, що устрій країни не відповідає його переконанням, Ернст Август I скасував конституцію й жорстоко переслідував опозицію. За його сина, який царював з 1851 року сліпого Георга V, у країні почався промисловий розвиток.

## Ліквідація
Край існуванню Ганновера як держави поклала австро-пруссько-італійська війна 1866 року, під час якої Ганновер підтримав Австрію, після чого туди вторглись прусські війська, король Георг V був скинутий, а колишнє королівство анексовано Пруссією Вільгельма I й перетворено на провінцію Ганновер. Колишній король помер в еміграції у Парижі, залишивши сина Ернста Августа II і подальше потомство.
Надалі існувала (аж до часів нацизму) «Ганноверська партія» (нім. Deutsch-Hannoversche Partei), яка вимагала автономії Ганновера й окремого представництва у рейхстазі.
Нині територія Ганноверського королівства переважно входить до складу землі Нижня Саксонія, а місто Ганновер є її столицею.